# Christine McVie (album)
Albums de Christine McVie
Christine Perfect
(1970) In the Meantime
(2004)
Singles
1. Got a Hold on Me (en)
Sortie : janvier 1984
2. Love Will Show Us How (en)
Sortie : avril 1984
3. I'm the One
Sortie : octobre 1984

Christine McVie est le deuxième album solo de l'autrice-compositrice-interprète britannique Christine McVie. Il est sorti en 1984 sur le label Warner Records.

## Fiche technique

### Chansons
| 1. | Love Will Show Us How (en) | Christine McVie, Todd Sharp                 | 4:14 |
| 2. | The Challenge              | Christine McVie, Todd Sharp                 | 4:40 |
| 3. | So Excited                 | Christine McVie, Todd Sharp, Billy Burnette | 4:05 |
| 4. | One in a Million           | Christine McVie, Todd Sharp                 | 5:02 |
| 5. | Ask Anybody                | Christine McVie, Steve Winwood              | 5:29 |

| 6.  | Got a Hold on Me (en)     | 3:53 |
| 7.  | Who's Dreaming This Dream | 3:35 |
| 8.  | I'm the One               | 4:05 |
| 9.  | Keeping Secrets           | 3:34 |
| 10. | The Smile I Live For      | 5:07 |

### Musiciens
- Christine McVie : chant, chœurs, claviers, percussions
- Todd Sharp : guitare, chœurs
- George Hawkins : basse, chœurs
- Steve Ferrone : batterie, percussions
- Steve Winwood : chant sur One in a Million, chœurs sur One in a Million et Ask Anybody, synthétiseurs sur One in a Million, Ask Anybody, Got a Hold on Me et The Smile I Live For
- Eddy Quintela : claviers supplémentaires sur The Smile I Live For
- Eric Clapton : guitare solo sur The Challenge
- Lindsey Buckingham : chœurs sur The Challenge, Who's Dreaming This Dream et The Smile I Live For, guitare sur So Excited et Got a Hold on Me, guitare solo sur The Smile I Live For
- Mick Fleetwood : batterie sur Ask Anybody
- Ray Cooper : percussions sur The Challenge, So Excited, Ask Anybody et The Smile I Live For

### Équipe de production
- Russ Titelman : production
- David Richards : ingénieur du son
- Toby Ellington, Larry Franke, Thomas P. Price Jr. : assistants ingénieurs du son
- Elliot Scheiner (en) : mixage
- Ted Jensen : mastering
- Jeff Ayeroff (en) : direction artistique
- Larry Vigon : conception de la pochette
- Brian Griffin : photographie de la pochette
- Sam Emerson : photographies intérieures

### Classements et certifications
| Pays (classement)             | Meilleure place |
| ----------------------------- | --------------- |
| Australie (Kent Music Report) | 67              |
| États-Unis (Billboard 200)    | 26              |
| Pays-Bas                      | 49              |
| Royaume-Uni (UK Albums Chart) | 58              |
| Suède                         | 19              |
| Suisse                        | 25              |